# Ophionotus victoriae
Espèce
Ophionotus victoriae est une espèce d'ophiures de la famille des Ophiuridae. Elle est endémique de l'Antarctique.

## Description
C'est une grande ophiure dont le disque central peut mesurer jusqu'à 4 cm, et chacun de ses 5 bras jusqu'à 9 cm. La couleur est très variable, pouvant être blanche, grise, bleue ou brune.

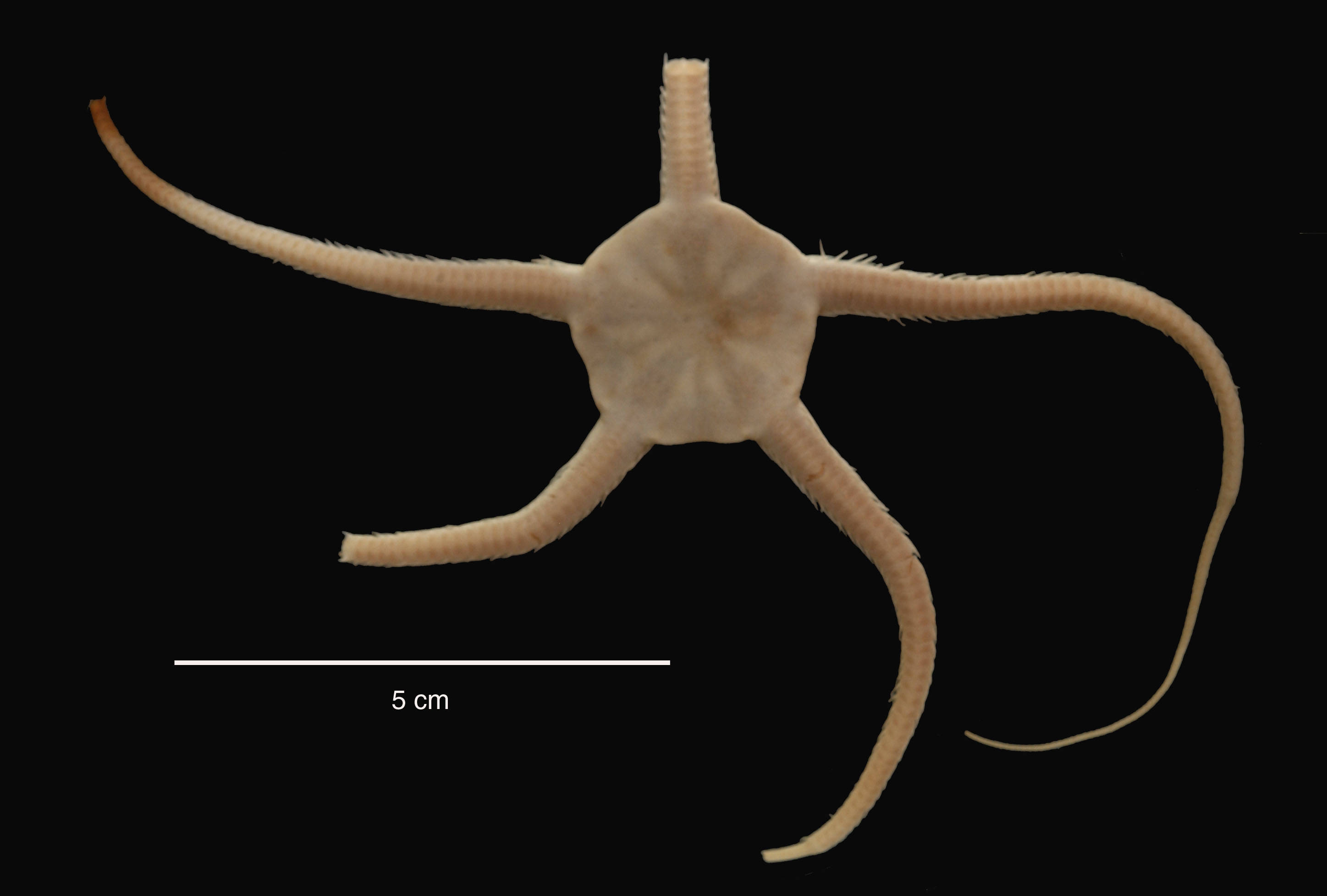
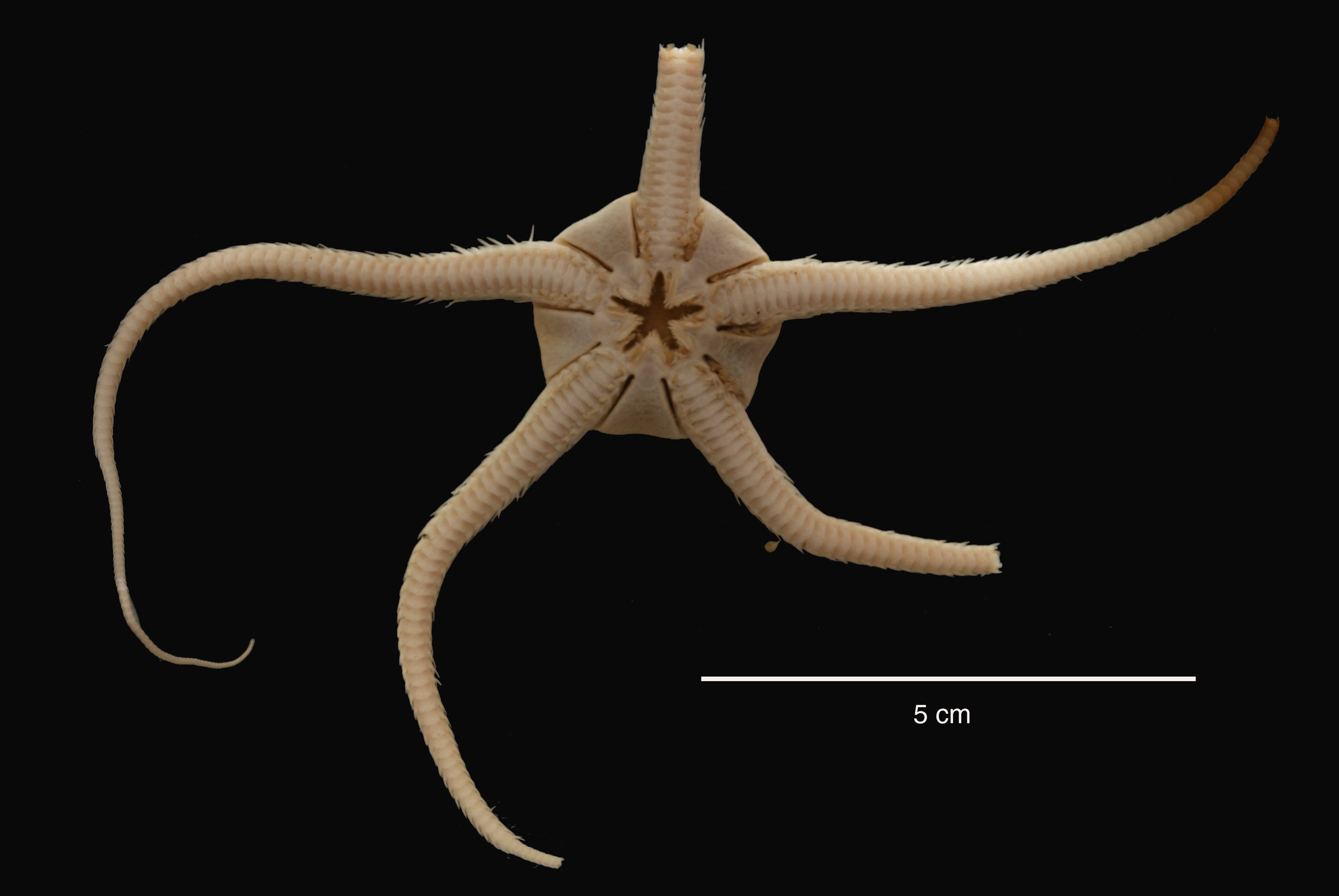
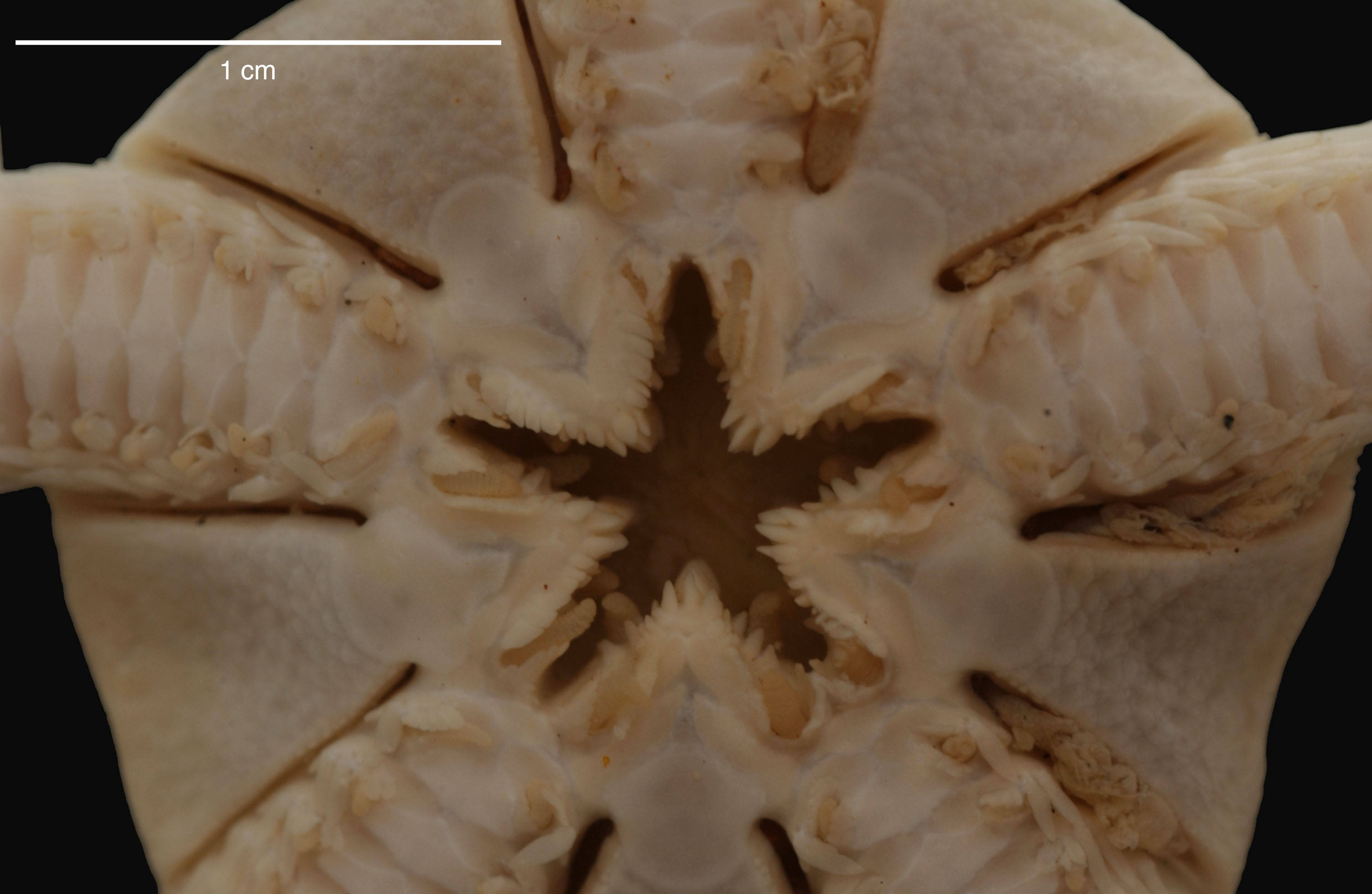

## Habitat et répartition
Cette espèce est endémique de l'Antarctique, où on la trouve de profondeurs assez faibles jusqu'à 1 200 m de fond. Elle peut être localement extrêmement abondante, jusqu'à constituer 80 % de la biomasse animale.

## Écologie et comportement
Comme la plupart des espèces des milieux glaciaires, cette espèce a un métabolisme lent, et peut vivre jusqu'à 22 ans.
C'est un prédateur omnivore et opportuniste, qui se nourrit de petits invertébrés (notamment du krill), mais aussi de charognes et de détritus.
La reproduction est à sexes séparés, et est gonochorique. Mâles et femelles éjectent leurs gamètes en pleine eau en même temps, où la fécondation a lieu. Les œufs puis les larves se développent parmi le plancton pendant quelques semaines avant de se fixer pour entamer la métamorphose.